# Clement Attlee

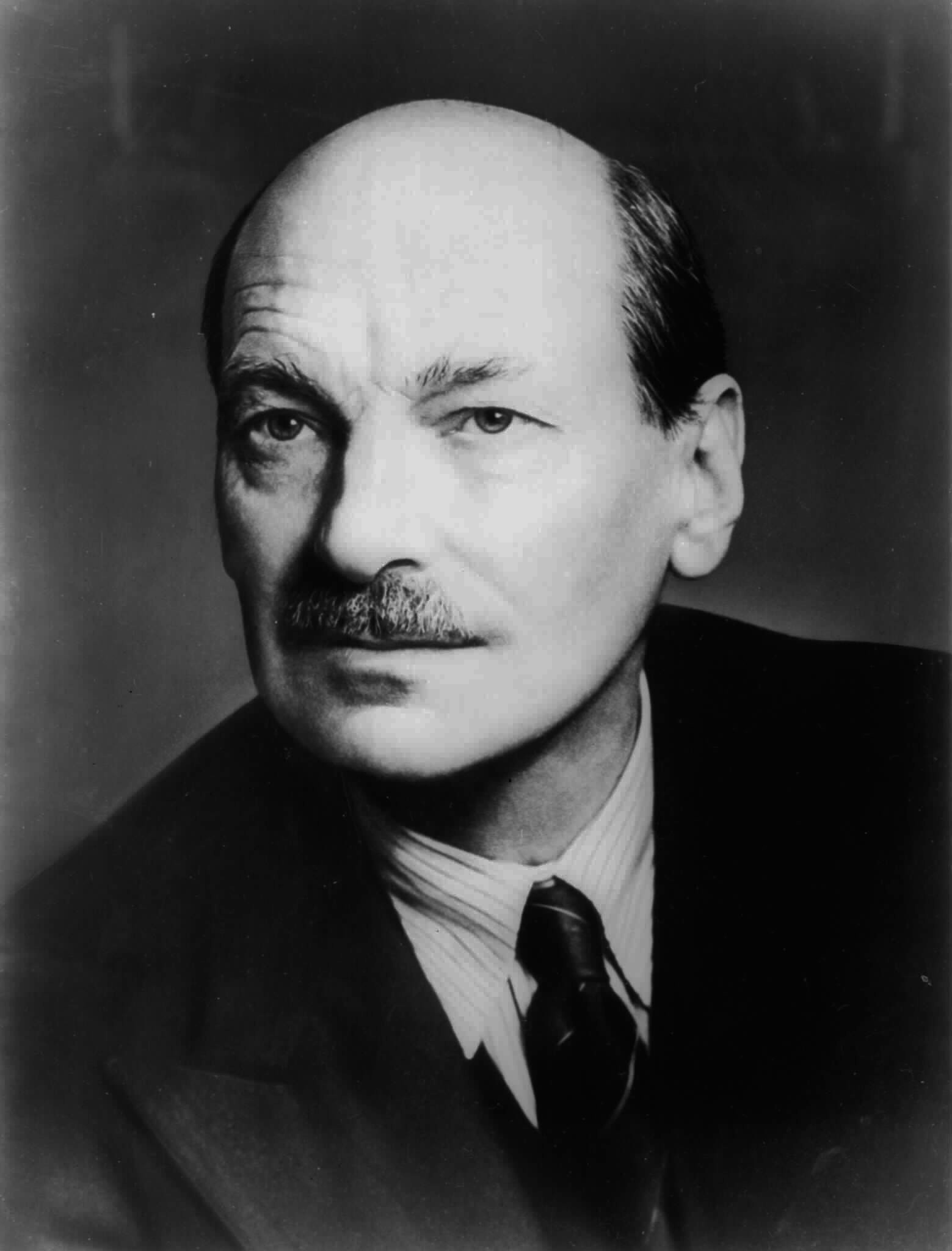
Clement Attlee, um 1945

Clement Richard Attlee, 1. Earl Attlee (* 3. Januar 1883 in Putney bei London; † 8. Oktober 1967 in Westminster) war ein britischer Politiker der Labour Party. Nachdem er verschiedene Ministerposten bekleidet hatte, war er von 1945 bis 1951 Premierminister des Vereinigten Königreichs. Unter Attlee wurden der National Health Service (NHS, Nationaler Gesundheitsdienst) und andere Wohlfahrtsstaatprojekte sowie der „Nachkriegskonsens“ begründet. In seine Amtszeit fielen die Teilung Indiens (15. August 1947) und die Gründung der NATO (4. April 1949).

## Kindheit und Jugend

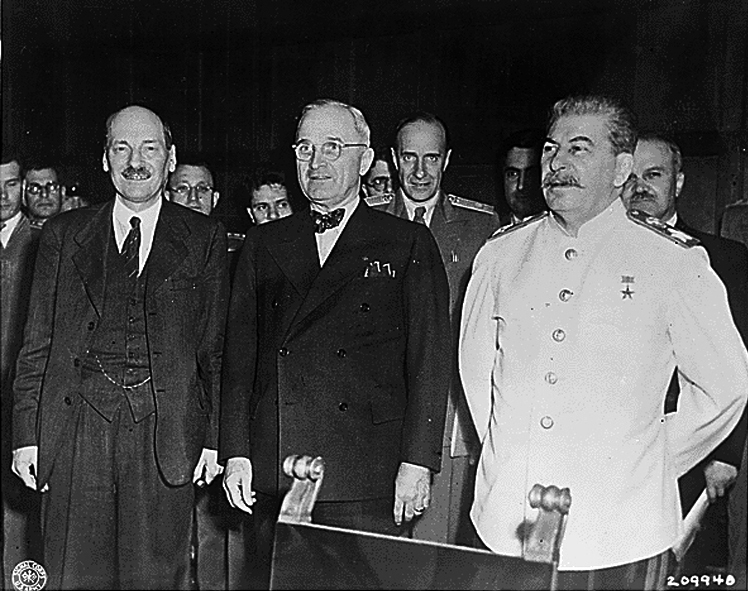
Attlee, Harry S. Truman, Stalin

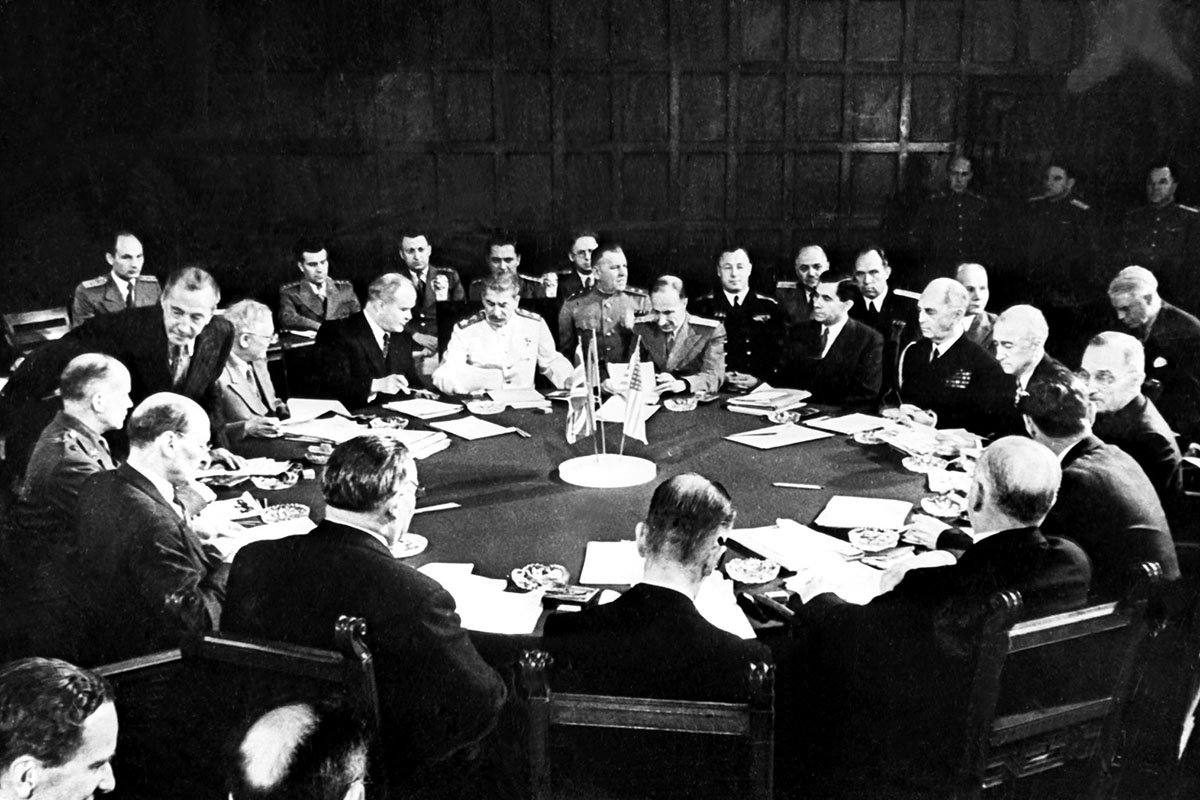
Potsdamer Konferenz, am Konferenztisch sitzen u. a. Clement Attlee, Ernest Bevin, Wjatscheslaw Michailowitsch Molotow, Josef Stalin, William Daniel Leahy, James F. Byrnes und Harry S. Truman.

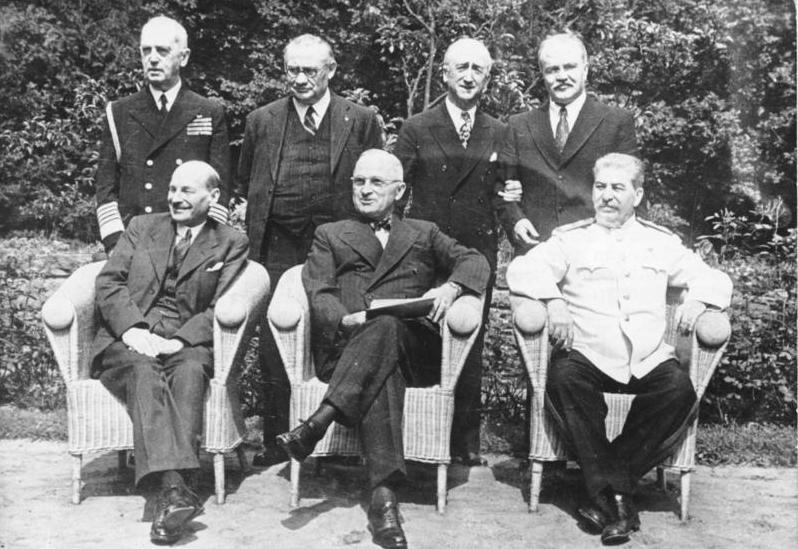
Gruppenbild mit (von links) Clement Attlee, Harry S. Truman, Josef Stalin in Korbsesseln sitzend; stehend dahinter: William Daniel Leahy, Ernest Bevin, James F. Byrnes und Wjatscheslaw Michailowitsch Molotow.

Clement Attlee wurde in Putney, London, als Sohn einer Familie der oberen englischen Mittelklasse geboren. Seine Schulzeit verbrachte er am Haileybury and Imperial Service College und studierte ab 1901 am University College in Oxford. Er begann 1904 eine Juristenausbildung am Lincoln’s Inn und wurde 1906 am Inner Temple als Barrister zugelassen.
Er wandte sich dem Sozialismus zu, nachdem er im Londoner East End mit Straßenkindern gearbeitet hatte. Ihm reichte es nicht, gute Werke für die Armen zu vollbringen. So verließ er die Fabian Society und trat 1908 der Unabhängigen Arbeiterpartei bei. Attlee wurde 1913 Dozent an der London School of Economics and Political Science. Kurz nach Kriegsbeginn meldete er sich im August 1914 als Freiwilliger zum Ersten Weltkrieg. Er war an der Mesopotamienfront und auf Gallipoli; später diente er in Frankreich in einem der wenigen – damals ganz neu aufgestellten – Panzerregimenter, wurde zweimal verwundet und hatte bei Kriegsende den Rang eines Majors.

## Politische Karriere bis 1945
1919 wurde er zum Bürgermeister des Londoner Stadtteils Stepney gewählt und Abgeordneter im britischen Unterhaus für die Labour-Partei im Bezirk Limehouse 1922. Er wurde zum persönlichen Referenten des ersten Labour-Premiers Ramsay MacDonald und übernahm in dessen kurzer erster Amtszeit von Januar bis November 1924 das Amt des Staatssekretärs für Auswärtige und Kriegsangelegenheiten. In der darauf folgenden Oppositionsphase unterstützte er den Generalstreik von 1926. Auch in MacDonalds zweiter Labour-Regierung (1929–1931) bekleidete Attlee hohe Ämter: Ab 1930 war er als Kanzler des Herzogtums Lancaster zunächst eine Art Minister ohne Geschäftsbereich, bevor er zum Postmaster General ernannt wurde, zum Minister für das Postwesen.
Den Posten als Kanzler des Herzogtums Lancaster erhielt Attlee 1930 als Nachfolger Oswald Mosleys, nachdem dieser seine eigene Regierung attackiert hatte, weil sie die Arbeitslosigkeit erfolglos bekämpfte. Nach der schweren Wahlniederlage von Labour im Oktober 1931 wurde Attlee stellvertretender Parteivorsitzender unter George Lansbury. 1935 wurde er selbst Chef der Labour Party und blieb es bis 1955. Er und die Partei opponierten gegen die Appeasement-Politik von Premier Chamberlain.
Nach deren Scheitern und dem Beginn des Zweiten Weltkriegs musste Chamberlain zurücktreten. Es kam zur Bildung einer Koalitionsregierung unter Winston Churchill, die durch drei miteinander verbundene Gremien geführt wurde: Churchill war Chef des Kriegskabinetts (‚War Cabinet‘) und des Verteidigungskomitees und Attlee sein Stellvertreter in den Komitees und im Parlament. Zudem saß er dem Lordpräsident-Komitee vor, dem während des Krieges die Zivilverwaltung oblag. Nur er und Churchill blieben die ganze Zeit über im Kriegskabinett.
Offiziell bekleidete Attlee zunächst das Amt des Lord Privy Seal, ein Posten sinecura (1940–1942), bevor er von 1942 bis 1945 das erstmals geschaffene Amt des Vizepremiers übernahm. Darüber hinaus war er 1942–1943 Minister für Auswärtige Angelegenheiten der Dominions und 1943–1945 Lord President of the Council.

## Premierminister
In der Unterhauswahl am 5. Juli 1945 erhielt die Labour-Partei 47,7 Prozent der Stimmen und 393 von 640 Sitzen. Es war der größte Wechsel von Stimmanteilen zwischen den zwei stärksten Parteien in der britischen Geschichte. Das drückte sich nicht nur an dem Zugewinn von 239 neuen Sitzen bei minus 189 Sitzen für die Konservativen aus, sondern auch deutlich bei den in britischen Wahlen manchmal verzerrten absoluten Stimmen: Während die Konservativen 11,6 Prozentpunkte verloren, gewann Labour mit 9,7 % ähnlich viele für sich. Attlee wurde Premierminister und Ernest Bevin (1881–1951) wurde Außenminister. Attlee definierte klare Ziele; mehrere Reformen wurden durchgeführt.
Mitten in der Konferenz von Potsdam im Sommer 1945 löste Attlee Winston Churchill als britischen Verhandlungsführer ab. Churchill war der Auffassung gewesen, dass Deutschland nicht zu viele Ostgebiete verlieren dürfe, insbesondere Schlesien: „Wenn drei oder vier Millionen Polen von östlich der Curzon-Linie umgesiedelt werden, so hätte man drei oder vier Millionen Deutsche im Westen umsiedeln können, damit sie den Polen Platz machen. Eine Umsiedlung von jetzt bereits acht Millionen Menschen ist eine Sache, die ich nicht unterstützen kann.“ Doch Attlees Unerfahrenheit hatte zur Folge, dass Stalin sich in allen Punkten durchsetzte, da Attlee ungewollt die Positionen des US-Präsidenten Harry S. Truman untergrub.
Einige Industriezweige wurden verstaatlicht und der moderne Sozialstaat wurde gebildet. Indien wurde 1947 unabhängig (Näheres Geschichte Indiens) und das Völkerbundsmandat für Palästina endete.
Mit dem Children Act von 1948 richtete seine Regierung einen umfassenden Kinder- und Jugenddienst im Königreich ein, der sich fortan um die Betreuung benachteiligter und verwaister Kinder kümmerte.
Attlees Gesundheitsminister Nye Bevan baute den bis heute bestehenden Nationalen Gesundheitsdienst (NHS) auf.
Die Umwälzungen brachten der Regierung Attlee kurzzeitig hohe Sympathiewerte in der Bevölkerung. Die Unterhauswahl am 23. Februar 1950 brachten Labour mit 317 von 625 eine hauchdünne Mehrheit von fünf Sitzen. Der Sitzzuwachs der Tories resultierte unter anderem aus deren Wahlbündnis mit der National Liberal Party.
Bei der Unterhauswahl im Oktober 1951 sollte die geringe Mehrheit der Labourparty ausgebaut werden. Die hohen Ausgaben für den Koreakrieg wurden von vielen Wählern negativ quotiert. Obwohl Labour Stimmen dazugewann und 4,5 Prozentpunkte mehr erhielt als die Konservativen, gewannen letztere mehr Sitze (was durch das Mehrheitswahlrecht möglich ist) und übernahmen die Regierung. Churchill bildete sein drittes Kabinett und wurde erneut Premierminister.

## Späte Jahre und Nachleben
Clement Attlee führte Labour als Oppositionspartei bis zu den Unterhauswahlen 1955, welche die Tories mit Anthony Eden an der Spitze gewannen.
Nach dem Rücktritt Attlees als Labour-Führer wurde er am 16. Dezember 1955 als Earl Attlee und Viscount Prestwood zum erblichen Peer erhoben und so Mitglied des House of Lords.
Am 8. Oktober 1967 verstarb Attlee mit 84 Jahren im Londoner Westminster Hospital. Seine Asche wurde in der Westminster Abbey beigesetzt. Seine Adelstitel gingen zunächst an seinen Sohn Martin Richard (1927–1991) über, dann 1991 an dessen Sohn John Richard, der aktueller Träger ist. Dieser konnte 1999 als Mitglied der Konservativen Partei seinen Oberhaus-Sitz bewahren.

## Ehe und Nachkommen
Aus seiner 1922 geschlossenen Ehe mit Violet Helen Millar (1895–1964) hatte er vier Kinder:
- Lady Janet Helen Attlee (1923–2019), ⚭ 1947 Harold William Shipton;
- Lady Felicity Ann Attlee (1925–2007), ⚭ 1955 John Keith Harwood;
- Martin Richard Attlee, 2. Earl Attlee (1927–1991), ⚭ (1) 1955–1988 Anne Barbara Henderson, ⚭ (2) 1988 Margaret Deane Gouriet;
- Lady Alison Elizabeth Attlee (1930–2016), ⚭ 1952 Richard Lionel Lance Davis.

## Ehrung
Der Attlee-Gletscher in der Antarktis ist nach Clement Attlee benannt.